# Цалкинское плато
Ца́лкинское плато́ (Ца́лкское наго́рье груз. წალკის ქვაბული) — базальтовое плато в Грузии, расположенное в северной части Закавказского нагорья, в верховьях реки Храми.
Преобладающие высоты плато находятся в пределах от 1500 до 1700 м. Возвышенные части покрыты лугами, в понижениях возделываются сельскохозяйственные культуры.

## Примечание
1. ↑  Баранова В. В. Тюркоязычные греки Приазовья: язык и самосознание // «Этнографическое обозрение», 2007. — № 3. — С. 157−161.
2. ↑  Карачаушев В. За нашу маленькую родину // Газета «Вестник Кипра» (vkcyprus.com) 23.08.2013. — № 934. (недоступная ссылка)